# Ley de Igualdad de 2010
La Ley de Igualdad de 2010  (c. 15), es una ley del Parlamento del Reino Unido aprobada durante el mandato de Gordon Brown (2007-2010) con el objetivo principal de consolidar, actualizar y complementar las numerosas leyes y regulaciones que formaron la base de las Leyes contra la discriminación, principalmente en Inglaterra, Escocia y Gales. Algunas secciones también se aplican a Irlanda del Norte. La ley protege a las personas contra la discriminación y el acoso en el empleo y como usuarios de servicios públicos y privados en función de estas características protegidas: sexo, orientación sexual, discapacidad, edad, reasignación de género, matrimonio y unión civil, embarazo y maternidad, raza, y religión o creencias. 
Las leyes anteriores implicadas fueron la Ley de igualdad salarial, de 1970, la Ley de discriminación sexual, de 1975, la Ley de relaciones raciales, de 1976, la Ley de discriminación por discapacidad, de 1995, y tres instrumentos legales importantes que protegen la discriminación en el empleo por motivos de orientación sexual, edad, y religión o creencias.
La ley tiene en términos generales los mismos objetivos que las cuatro principales directivas de igualdad de trato de la UE, cuyas disposiciones refleja e implementa. Sin embargo, la Ley también ofrece protección más allá de las directivas de la UE, protegiendo contra la discriminación basada en la nacionalidad y ciudadanía de una persona  y también extendiendo los derechos de las personas en áreas de la vida más allá del lugar de trabajo en sexo, orientación sexual, discapacidad, reasignación de género, edad, y religión o creencias.
La ley incluye disposiciones para servicios diferenciados por sexo cuando las restricciones sean "un medio proporcionado para lograr un objetivo legítimo".  En el caso de la discapacidad, los empleadores y los proveedores de servicios tienen el deber de hacer ajustes razonables en sus lugares de trabajo para superar las barreras que enfrentan las personas discapacitadas. En este sentido, la Ley de Igualdad de 2010 no modificó la ley. Según el artículo 217, con excepciones limitadas, la ley no se aplica a Irlanda del Norte . 

## Contexto
El Partido Laborista incluyó un compromiso con un proyecto de ley de igualdad en su manifiesto electoral de 2005. La Revisión de la Ley contra la Discriminación se creó en 2005 para desarrollar la legislación y estuvo dirigida por la Oficina de Igualdad del Gobierno . La revisión consideró las conclusiones del Panel de Revisión de Igualdades, presidido por Trevor Phillips, que informó en febrero de 2007. La ley tiene por objeto simplificar la ley reuniendo la legislación antidiscriminatoria existente. La Ley de Igualdad de 2010 ha reemplazado a la Ley de Igualdad Salarial de 1970, la Ley de Discriminación Sexual de 1975, la Ley de Relaciones Raciales de 1976, la Ley de Discriminación por Discapacidad de 1995, el Reglamento de Igualdad en el Empleo (Religión o Creencias) de 2003, el Reglamento de Igualdad en el Empleo (Orientación Sexual) de 2003  y el Reglamento sobre igualdad en el empleo (edad) de 2006 .
Polly Toynbee escribió que el proyecto de ley, que fue redactado bajo la dirección de Harriet Harman, era "la idea más importante del Partido Laborista durante 11 años. El deber del sector público de cerrar la brecha entre ricos y pobres abordará la división de clases de una manera que ningún otro La política ha... Este nuevo deber de reducir la brecha impregnaría todos los aspectos de la política gubernamental. Sus posibles ramificaciones son asombrosamente inmensas. Un miembro del gabinete lo describió como "socialismo en una cláusula". Esta parte de la legislación nunca entró en vigor, excepto para las autoridades escocesas delegadas. Los artículos 104 a 105 de la ley extienden hasta 2030 la exención de la ley de discriminación sexual, que permite a los partidos políticos crear listas restringidas exclusivamente de mujeres. La exención estaba permitida anteriormente por la Ley de Discriminación Sexual (Candidatos Electorales) de 2002 .
El proceso parlamentario concluyó, tras un debate, poco después del 11 pm del 6 de abril de 2010, cuando se aceptaron en su totalidad las enmiendas de la Cámara de los Lores.

## Debate

### Reforma de la monarquía
En abril de 2008, la procuradora general Vera Baird anunció que, como parte del Proyecto de Ley Única de Igualdad, se introduciría legislación para derogar partes de la Ley de Conciliación de 1701 que impiden que los católicos romanos o aquellos que se casan con católicos romanos asciendan al trono, y para cambiar la herencia de la monarquía desde la primogenitura cognática hasta la primogenitura absoluta, de modo que el heredero primogénito heredaría el trono sin importar género o religión.
Sin embargo, más adelante en 2008, la Fiscal General Baronesa Escocia de Asthal decidió no patrocinar un cambio en la ley de sucesión, diciendo: "Introducir cambios en la ley de sucesión sería una tarea compleja que implicaría la enmienda o derogación de una serie de artículos de legislación conexa, además de requerir el consentimiento de las legislaturas de los países miembros de la Commonwealth". El proyecto de ley publicado no contenía ninguna disposición para cambiar las leyes de sucesión. En cambio, la primogenitura de preferencia masculina para la monarquía británica fue abolida por separado tres años después de que la Ley de Igualdad entrara en vigor, con la promulgación de la Ley de Sucesión a la Corona de 2013 .

### Oposición de los obispos católicos romanos
Aunque la ley nunca iba a cambiar la ley con respecto a las iglesias desde su posición actual, ni cambiaría la ley vinculante de la Unión Europea que cubre a muchos más católicos romanos que los que viven en el Reino Unido, y aunque la posición había sido detallada en la Tribunal Superior en R (Amicus) contra el Secretario de Estado de Comercio e Industria, un pequeño número de obispos católicos romanos en Inglaterra y Gales afirmaron que en el futuro podrían ser procesados en virtud de la Ley de Igualdad de 2010 por negarse a permitir que las mujeres, hombres casados, personas transgénero y homosexuales al sacerdocio. Esta afirmación fue rechazada por el gobierno. Un portavoz dijo que una exención en la ley "cubre a los ministros de religión como los sacerdotes católicos"  y un documento publicado por la Oficina Gubernamental de Igualdad afirma que "el Proyecto de Ley de Igualdad no cambiará la posición legal existente con respecto a las iglesias y el empleo". La legislación también fue criticada por el clero anglicano.

## Ocupaciones exentas
Ciertos empleos están exentos de la ley, incluidos:
- Sacerdotes, monjes, monjas, rabinos y ministros de religión.
- Actores y modelos de la industria del cine, la televisión y la moda (una actriz china británica para un papel específico, por ejemplo).
- Programas especiales de formación para el empleo dirigidos a minorías étnicas, ex delincuentes, adultos jóvenes, desempleados de larga duración o personas con discapacidad física o de aprendizaje.
- Empleo donde existan sensibilidades culturales (como un documental donde los hombres víctimas de violencia doméstica deben ser entrevistados por un investigador masculino, o una línea telefónica de ayuda sobre violencia doméstica para hombres homosexuales).
- Donde la seguridad o la eficiencia operativa podrían verse comprometidas.
- Partidos políticos que utilizan 'características protegidas' (edad, raza, religión, sexo, orientación sexual) [24] como criterios de selección de candidatos; sin embargo, estos "arreglos de selección no incluyen la preselección sólo de aquellas personas que tengan una característica protegida particular",[25] distinta del sexo,[26] que aún puede usarse para perjudicar la selección en algunas circunstancias (por ejemplo, exclusivamente mujeres/ listas cortas exclusivamente de hombres).
- Personal de apoyo local que labora en embajadas y altas comisiones, en virtud de inmunidad diplomática .
- Donde la seguridad nacional podría verse comprometida.

## Contenido
- Parte 1 Desigualdades socioeconómicas
  - El gobierno del Reino Unido ha indicado su intención de no poner en vigor la Parte 1 con respecto a las autoridades públicas del Reino Unido.[27]
  - Sin embargo, el gobierno escocés ha puesto en vigor esta sección con respecto a las autoridades escocesas delegadas. Entró en vigor para estas autoridades el 1 de abril de 2018,[28][29] y el gobierno escocés se refiere a los requisitos legales impuestos a estas autoridades por esta parte de la Ley como el Deber de una Escocia Más Justa.[30]
  - El gobierno galés también tiene el poder de hacer que esta sección entre en vigor con respecto a las autoridades galesas descentralizadas, pero aún no lo ha hecho.

- Parte 2 Igualdad: conceptos clave
  - Capítulo 1 Características protegidas[31]
  - Capítulo 2 Conductas prohibidas [32]
  - Parte 3 Servicios y funciones públicas
  - Premisas de la Parte 4

- Parte 5 Trabajo
  - Capítulo 1 Empleo, etc.[33]
  - Capítulo 2 Planes de pensiones profesionales[34]
  - Capítulo 3 Igualdad de términos[35]
  - Capítulo 4 Suplementario[36]

- Parte 6: Educación
  - Capítulo 1 Escuelas
  - Capítulo 2 Educación superior y continua
  - Capítulo 3 Organismos generales de cualificación
  - Capítulo 4 Varios

- Parte 7 Asociaciones
- Parte 8 Conducta prohibida: accesoria
- Parte 9 Aplicación
  - Capítulo 1 Introductorio
  - Capítulo 2 Tribunales civiles
  - Capítulo 3 Tribunales laborales
  - Capítulo 4 Igualdad de términos
  - Capítulo 5 Varios

- Parte 10 Contratos, etc.
- Parte 11 Avance de la igualdad
  - Capítulo 1 Deber de igualdad del sector público
  - Capítulo 2 Acción positiva

- Parte 12 Personas discapacitadas: transporte
  - Capítulo 1 Taxis, etc.
  - Capítulo 2 Vehículos de servicio público
  - Capítulo 3 Vehículos ferroviarios
  - Capítulo 4 Suplementario

- Parte 13 Discapacidad: varios[37]
- Parte 14 Excepciones generales[38]
- Parte 15 General y varios

## Deber de igualdad del sector público
El deber previsto en el artículo 149 exige que los poderes públicos que estén sujetos a él tengan debidamente en cuenta tres objetivos:
- Eliminar la discriminación ilegal, el acoso, la victimización y cualquier otra conducta prohibida por la Ley,
- Promover la igualdad de oportunidades entre las personas que comparten una característica protegida y las que no, y
- Fomentar buenas relaciones entre quienes comparten una característica protegida y quienes no.[27] : Section 149

La Nota informativa 1/13 de la Oficina del Gabinete, "La contratación pública y el deber de igualdad en el sector público", señaló que las autoridades públicas debían tener debidamente en cuenta este deber al planificar y llevar a cabo actividades de contratación, indicando en particular que al subcontratar funciones públicas, lo habitual sería incluir condiciones contractuales que especificaran cómo se deben cumplir las obligaciones y los objetivos de igualdad.

### Reglamento de la Ley de Igualdad de 2010 (Deberes Específicos)
El Reglamento de la Ley de Igualdad de 2010 (Deberes Específicos) de 2011 (SI 2011-2260), promulgado el 9 de septiembre de 2011, exigía que las autoridades públicas publicaran información para demostrar su cumplimiento del deber de igualdad del sector público y para identificar uno o más objetivos que Pensaron que debían trabajar para lograrlo.

## Desafíos legales
En 2020, ciertos grupos intentaron impugnar legalmente el Código de prácticas de la EHRC sobre "Servicios, funciones públicas y asociaciones", que intenta proporcionar orientación práctica sobre la implementación de la Ley de Igualdad, en relación con el consejo de que los proveedores de servicios deben, en general, tratar a las personas trans como sus género adquirido. La impugnación no logró obtener audiencia ante el Tribunal Superior de Justicia, porque la justicia no consideró que el caso fuera discutible.